# Bruckenmühle
Bruckenmühle ist ein Gemeindeteil der Gemeinde Diespeck im Landkreis Neustadt an der Aisch-Bad Windsheim (Mittelfranken, Bayern). Bruckenmühle liegt in der Gemarkung Diespeck.

## Geografie
Die Einöde liegt etwa 600 Meter nordwestlich des am rechten Flusstalhang angelegten Kerns des Hauptortes Diespeck am linken Ufer der Aisch, die hier einen kurzen Mühlkanal-Zweig hat. Etwa 350 Meter nordöstlich mündet flussabwärts der Ehebach von Westen her in diese. Jenseits des Ehebachs liegt im Nordnordwesten an dessen linkem Talhang das Gewann Am Ehesteg. Weniger als hundert Meter südlich der Bruckenmühle ziehen sich die zwei Häuserzeilen der neueren Diespecker Wohnsiedlung Am Hannaberg über dem Mühlkanalwehr den linken Aischtalhang entlang. Gut einen Kilometer südwestlich der Einöde beginnt etwa hundert Meter höher am Birkenberg eine teilweise bewaldete, wenigstens im unteren Teil gewässerlose Geländemulde Mühlgraben, die auf die Bruckenmühle zuläuft.
Bruckenmühle wird von der Kreisstraße NEA 15 durchquert, die das untere Ehebachtal entlang nach Ehe (1,4 km westlich) bzw. zur Bundesstraße 470 bei Diespeck (0,3 km östlich) verläuft.

## Geschichte
Der Ort wurde im Lehenbuch des Hochstifts Würzburg (1303/17) als „molendinum“ (lat. für Mühle) erstmals urkundlich erwähnt. 1451 gehörte die „Bruckmühle“ den Abenbergern.
Gegen Ende des 18. Jahrhunderts bestand Bruckenmühle aus einem Anwesen. Das Hochgericht übte das brandenburg-bayreuthische Stadtvogteiamt Neustadt an der Aisch aus. Die Mühle hatte das Verwalteramt Burgbernheim des Würzburger Juliusspitals als Grundherrn.
Von 1797 bis 1810 unterstand der Ort dem Justizamt Dachsbach und Kammeramt Neustadt. Im Rahmen des Gemeindeedikts wurde Bruckenmühle dem 1811 gebildeten Steuerdistrikt Diespeck zugeordnet. Es gehörte der 1813 gegründeten Ruralgemeinde Diespeck an.

### Baudenkmäler
- Haus Nr. 1: Mühle mit Stall und Scheune[10]
- Marter[10]

### Einwohnerentwicklung
| Jahr      | 001818 | 001840 | 001861 | 001871 | 001885 | 001900 | 001925 | 001950 | 001961 | 001970 | 001987 |
| Einwohner | 12     | 18     | 7      | 10     | 10     | 7      | 5      | 8      | 5      | 10     | 7      |
| Häuser    | 1      | 2      |        |        | 1      | 1      | 1      | 1      | 1      |        | 2      |
| Quelle    | [ 12 ] | [ 13 ] | [ 14 ] | [ 15 ] | [ 16 ] | [ 17 ] | [ 18 ] | [ 19 ] | [ 20 ] | [ 21 ] | [ 1 ]  |

## Religion
Der Ort ist seit der Reformation evangelisch-lutherisch geprägt und bis heute nach St. Johannes Baptist (Diespeck) gepfarrt. Die Einwohner römisch-katholischer Konfession sind nach St. Johannis Enthauptung (Neustadt an der Aisch) gepfarrt.